# Jean-Pierre Romeu
Jean-Pierre Romeu (Thuir, 15 de abril de 1948) es un exrugbista francés y profesor de educación física que se desempeñaba como apertura. Fue internacional con Les Bleus en los años 1970 y su máximo anotador en otra época.

## Biografía
Era hijo de un árbitro de rugby, se crio en la pequeña localidad de Carmaux y en su adolescencia trabajó como minero, había debutado con el Union Sportive Carmausine a los 18 años, hasta que se mudó a Clermont-Ferrand para estudiar el profesorado de educación física. Fue allí donde se unió al ASM Clermont Auvergne.
Trabajó de profesor y a su retiro fue dirigente del ASM Clermont, además de trabajar ocasionalmente como comentarista en partidos de rugby luego de la profesionalidad de este.
Se distinguió por la calidad de su juego de pies, su precisión a los palos y su llamativo bigote. En mayo de 1980 jugó en el primer partido de los Bárbaros franceses, ganaron al XV del Cardo 26–22 en Agén y fue su último importante.

## Selección nacional
Fernand Cazenave lo convocó a Les Bleus en noviembre de 1972 para disputar la FIRA Nations Cup 1972-73, tenía 24 años y debutó en la victoria contra Rumania como titular. Francia terminó ganando el campeonato, Cazenave se retiró tras ello y en su lugar asumió Jean Desclaux.
Formó junto a Jacques Fouroux una de las bisagras más talentosas en la historia de Les Bleus. Jugó en la victoria contra los All Blacks en 1973, salió de gira a Sudamérica en 1974 para enfrentar a Brasil y los Pumas, jugó ante los Springboks en 1975 durante el nefasto apartheid y en el triunfo sobre los All Blacks en 1977.
Su mayor legado fue jugar el Torneo de las Cinco Naciones 1977, que pasó a la historia porque la selección gala obtuvo el Grand Slam, no le anotaron ningún try y jugó todas las pruebas con los mismos jugadores; no llevó más rugbistas para las sustituciones; algunos de ellos: Robert Paparemborde, Jean-Pierre Bastiat, Jean-Pierre Rives, Fouroux, Roland Bertranne y Jean-Michel Aguirre.
Desclaux lo convocó hasta diciembre de 1977, por el FIRA Trophy 1977-78 que Francia ganaría, cuando jugó su última prueba curiosamente ante Rumania otra vez y anotó todos los puntos para la victoria 9–6.

## Palmarés
En 1974 los Óscars de Midi Olympique lo premiaron el mejor jugador francés. En 2016 Eurosport lo clasificó segundo, detrás de Aurélien Rougerie y delante de Gérald Merceron, entre los diez mejores jugadores en la historia del Clermont.
- Campeón del Torneo de las Seis Naciones de 1977.
- Campeón del Trofeo FIRA de 1972–73, 1973–74, 1975–76 y 1977–78.
- Campeón del Desafío Yves du Manoir de 1976.